# Слобожанська промислова компанія
ТОВ «Слобожанська промислова компанія» — один з виробників сільськогосподарських тракторів 3-4 класу серії "Слобожанець" і спеціальних машин на їх базі.

## Історія компанії
ТОВ «Слобожанська промислова компанія» була створена в квітні 2010 р співробітниками ТОВ «Агроімпорт», які багато років пропрацювали в галузі виробництва, ремонту і модернізації техніки.
Компанія має в розпорядженні власні виробничі потужності, які дозволяють реалізовувати побажання замовників.

## Основні напрямки діяльності

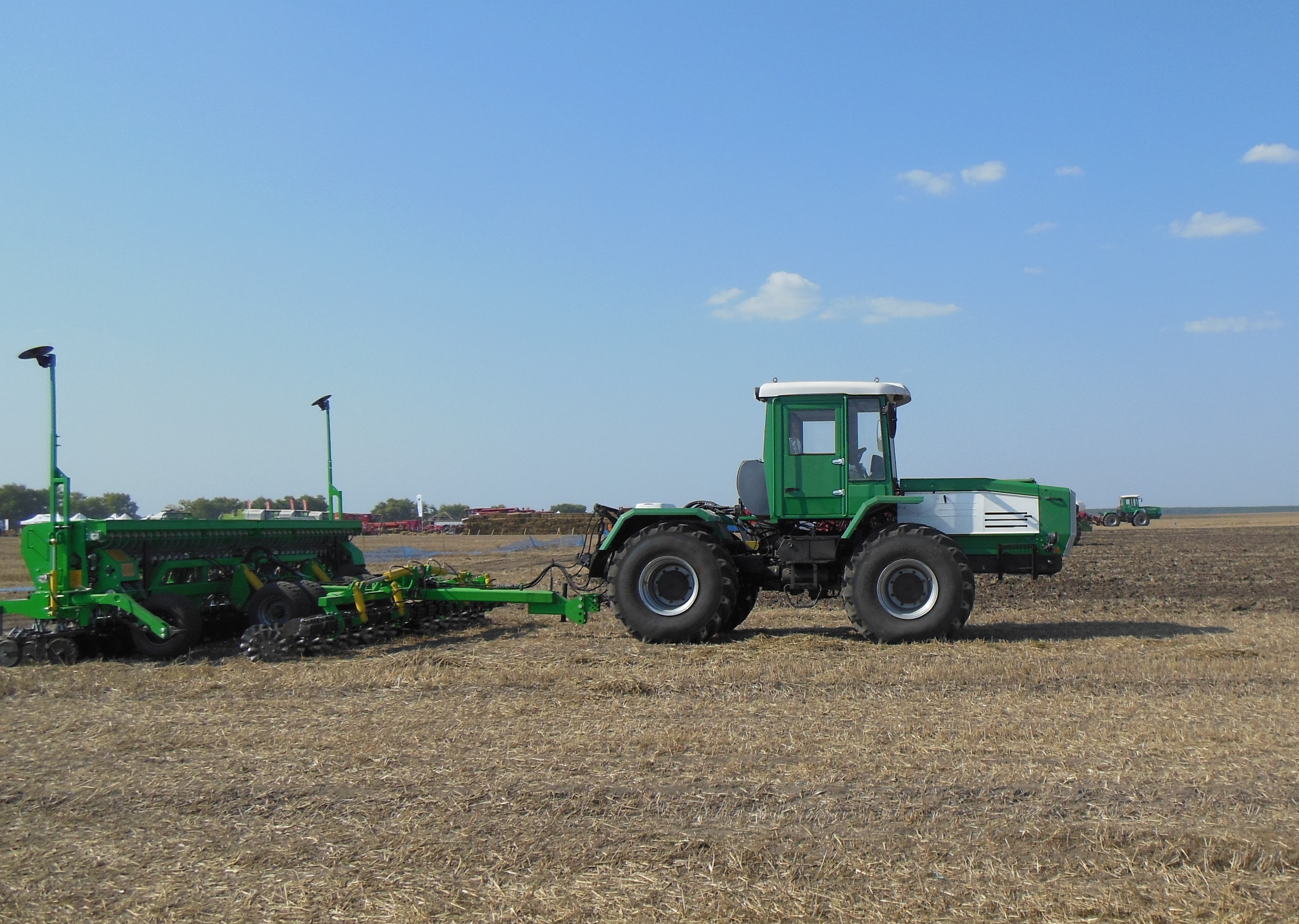
ХТА-200-10

ТОВ «Слобожанська промислова компанія» — це виробництво, на якому працює близько 200 висококваліфікованих фахівців. За час існування компанії випущено більш ніж 3000 одиниць тракторів і спецтехніки.
«Слобожанець» — це серія тракторів ХТА, яка спроєктована на платформі широко відомого сімейства тракторів Харківського тракторного заводу (ХТЗ) Т-150К. Зміни торкнулися базових вузлів — рами, ведучих мостів, коробки передач, кабіни.
Компанія має широку географію поставок. Її продукція працює в Україні, Молдові, Румунії, Польщі, на Кубі, та в низці європейських країн.
В структуру компанії входить підприємство ТОВ «Автодвір Торгівельний Дім» — лідер в переобладнанні сільгосптехніки новими двигунами.
Слобожанська промислова компанія розробляє трактори і спеціальні машини силами власного конструкторського бюро. В КБ " Тяга " працюють спеціалісти, багато з яких починали свій трудовий шлях на Харківскому Тракторному Заводі (ХТЗ) і які мають вагомий досвід проєктування техніки.

## Комплектація
На трактори встановлюються двигуни виробництва AB Volvo Penta (Швеція), Deutz AG (Німеччина), FPT Industrial S.p.A (Італія), Weichai Power Co, Ltd (КНР).
Трактор «Слобожанець» агрегатується з навісним обладнанням сільськогосподарського, лісотехнічного, шляхо-будівельного та іншого призначення.
Особливу увагу приділено забезпеченню комфортних умов роботи механізатора.